# إدواردو كو
إدواردو كو (بالبرتغالية: Eduardo Kau) هو لاعب كرة قدم برازيلي في مركز الدفاع، ولد في 17 يناير 1999 في برازيليا في البرازيل. لعب مع نادي ساو باولو.

## وصلات خارجية
- إدواردو كو على موقع قاعدة بيانات كرة القدم.إي يو (الإنجليزية)
- إدواردو كو على موقع Soccerway.com (الإنجليزية)